# CAC CA-15
CAC CA-15
- 用途：戦闘機
- 製造者：コモンウェルス・エアクラフト
- 初飛行：1946年3月4日
- 生産数：1機
- 退役：1950年
- 運用状況：試作のみ

 CAC CA-15（非公式にCAC カンガルーとしても知られる）は、オーストラリアのコモンウェルス・エアクラフト社（CAC）が第二次世界大戦中に開発したプロペラ駆動の戦闘機である。開発が長引いたために戦争終結までに計画は完了せず、ジェット機の出現が間近に迫っていたためにテスト飛行が行われた段階で計画はキャンセルされた。

## 設計と開発
オーストラリア空軍（RAAF）向けの小型戦闘機ブーメランの速成設計と大量生産というCACとその主任設計技師フレッド・デイビッド（Fred David）の成功を受けて1943年にCACは完全に自社設計の迎撃機/爆撃援護機の開発作業を開始した。
CA-15は外観がP-51ライセンス生産品のCA-18 マスタングと似ていた。だが、CACの設計は米国機を直接基にしたのではなく、性能目標値と機体寸法は大きく異なっていた。例えばデイヴィッドは鹵獲されたFw 190ヴュルガーの評価に感銘を受けており、マスタングのような戦闘機に使用されている直列液冷エンジンではなく空冷星型エンジン（下記参照）を搭載しようと考えていた。実際には当時CACがコストのかかる独自設計機の開発よりもマスタングのライセンス生産に傾注していたためにCACの社長ローレンス・ワケットの勧告によりCA-15の開発進捗速度は抑えられていた。開発の終盤になってCA-15はCA-18を代替する能力を発揮するであろうと信じられていた。
当初CACの設計陣は出力2,300 hp (1,715 kW)のターボチャージャー付きプラット・アンド・ホイットニー R-2800 星型エンジンを使用することを計画していたが、このエンジンの開発が遅延したために入手不可能になったことでロールス・ロイス グリフォン Mk 61 (2,035 hp/1,517 kW)を搭載することに決まった。試作機用のエンジンはロールス・ロイス社から貸し出された。このエンジンは量産型では3速スーパーチャージャーを装着することが考えられていた。

## 運用の歴史

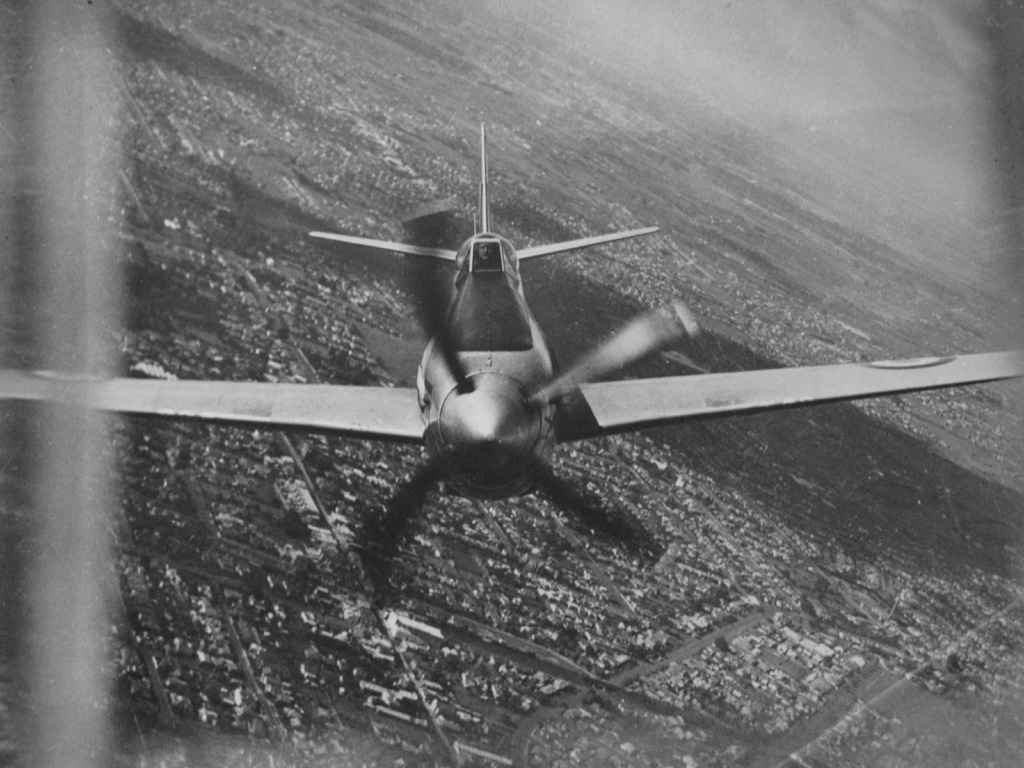
J・A・L・アーチャー大尉の操縦でメルボルン上空を飛行するCA-15（アブロ リンカーンの尾部銃塔から撮影）

開発の進捗速度は戦争の終結により更に抑えられ、試作初号機の初飛行は1946年3月4日のことであった。試作機はRAAFのシリアルナンバー「A62-1001」が与えられ、テストのために空軍に引き渡された。航空史研究家のダレン・クリック（Darren Crick）によると高度26,400 ft (8,046 m)での測定水平速度448 mph (721 km/h)を記録し、1948年5月25日にJ・A・L・アーチャー（J. A. L. Archer）大尉はメルボルン上空で緩降下中の高度4,000 ft (1,200 m)で502.2 mph (803 km/h)の速度に達したと報告した。
しかし、この時点でジェット機の方が遥かに大きな能力を持つことが明らかであり、それ以上のCA-15が製造されることは無かった。試作機は1950年に廃棄処分にされ、エンジンはロールス・ロイス社へ返還された。

## 運用
オーストラリア
- オーストラリア空軍

## 要目
Commonwealth CA-15: The 'Kangaroo' Fighter
- 乗員：1名
- 全長：11.04 m (36 ft 2½ in)
- 全幅：10.97 m (36 ft 0 in)
- 全高：4.32 m (14 ft 2 in)
- 翼面積：23.50 m² (253 sq ft)
- 空虚重量：3,427 kg (7,540 lb)
- 全備重量：4,309 kg (9,500 lb)
- 最大離陸重量：5,597 kg (12,340 lb)
- エンジン：1 × ロールス・ロイス グリフォン V型12気筒エンジン、2,035 hp (1,517 kW)　高度2,134 m (7,000 ft)にて
- 最大速度：721 km/h (448 mph, 390 knots)　 高度8,050 m (26,400 ft)にて
- 巡航高度：11,887 m (39,000 ft)
- 航続距離：1,850 km (1,150 mi, 1,000 nmi)　内部燃料のみ

- 武装：
  - 機銃：6 × 0.50 in. (12.7 mm) ブローニングM2重機関銃（各250発）
  - ロケット弾：10 × ロケット弾
  - 爆弾：2 × 450 kg (1,000 lb)